# Gymnotus javari
Gymnotus javari és una espècie de peix pertanyent a la família dels gimnòtids.

## Descripció
- Fa 20,1 cm de llargària màxima.[5]

## Hàbitat
És un peix d'aigua dolça, bentopelàgic i de clima tropical.

## Distribució geogràfica
Es troba a Sud-amèrica: els rius Napo, Javari i Ucayali al seu pas pel Brasil, l'Equador i el Perú.

## Observacions
És inofensiu per als humans.